# Henry J. Oosting
Henry J. Oosting (né le 12 mars 1903 et mort le 30 octobre 1968) est un écologue et professeur américain.

## Parcours
Henry J. Oosting naît à Holland, dans le Michigan.
Il étudie à l'Université d'État du Michigan, où il obtient sa maîtrise en 1927, puis à l'Université du Minnesota, où il décroche son doctorat en botanique en 1931. En 1932, il commence sa carrière à l'Université Duke en tant qu'écologue au département de botanique.
Il continue à enseigner et à faire des recherches à Duke jusqu'à sa retraite, puis uniquement de la recherche jusqu'à sa mort en 1968. Parmi ses étudiants notables figurent William Dwight Billings, F. Herbert Bormann et Wilfred Borden Schofield. L'Université Duke a créé en son hommage les « Henry J. Oosting Fellows », une appellation honorifique décernée aux candidats doctorants, ainsi qu'une « conférence commémorative d'Oosting ». Le Dr Chris Field, directeur du département Carnegie d'écologie mondiale et professeur de biologie et de sciences du système terrestre, dirige la 40e conférence commémorative Henry J. Oosting en avril 2011.
La zone naturelle Henry J. Oosting est créée en son honneur dans le comté d'Orange, en Caroline du Nord, et est considérée comme ayant une importance régionale. Une nouvelle espèce du genre de plantes vasculaires Trillium est nommée Trillium oostingii en l'honneur du Dr Oosting par LL Gaddy en 2008.

## Chronologie de carrière
- 1927-1932 Instructeur de botanique, Université d'État du Michigan[2]
- 1932-1968 Professeur de botanique, Université Duke
- 1955 Président de Société américaine d'écologie
- 1967 Reçu le prix d'enseignement méritoire de l'Association des biologistes du Sud-Est